# NGC 1951
NGC 1951 (również ESO 85-SC86) – gromada otwarta, znajdująca się w gwiazdozbiorze Złotej Ryby. Należy do Wielkiego Obłoku Magellana. Odkrył ją John Herschel 23 grudnia 1834 roku.